# Dumbrăvița (okręg Arad)
Dumbrăvița – wieś w Rumunii, w okręgu Arad, w gminie Bârzava. W 2011 roku liczyła 300 mieszkańców. 